# Station Bielsko-Biała Północ
Station Bielsko-Biała Północ is een spoorwegstation in de Poolse plaats Bielsko-Biała.